# Slittino agli XI Giochi olimpici invernali - Singolo femminile
Nello slittino agli XI Giochi olimpici invernali la gara del singolo femminile si è disputata nelle giornate del 4 e 7 febbraio nella località Monte Teine.

## Classifica di gara
| Oro     | Anna-Maria Müller    | Germania Est     | 45"00 | 45"00 | 44"86 | 44"32 | 2'59"18 |   |   |   |
| Argento | Ute Rührold          | Germania Est     | 44"95 | 45"23 | 44"76 | 44"55 | 2'59"49 |   |   |   |
| Bronzo  | Margit Schumann      | Germania Est     | 44"95 | 45"38 | 44"65 | 44"56 | 2'59"54 |   |   |   |
| 4       | Elisabeth Demleitner | Germania Ovest   | 45"45 | 45"62 | 45"08 | 44"65 | 3'00"80 |   |   |   |
| 5       | Yuko Otaka           | Giappone         | 45"21 | 45"65 | 45"39 | 44"73 | 3'00"98 |   |   |   |
| 6       | Halina Kanasz        | Polonia          | 45"66 | 45"98 | 45"52 | 45"17 | 3'02"33 |   |   |   |
| 6       | Wiesława Martyka     | Polonia          | 45"68 | 46"12 | 45"47 | 45"06 | 3'02"33 |   |   |   |
| 8       | Sarah Felder         | Italia           | 45"90 | 45"93 | 45"99 | 45"08 | 3'02"90 |   |   |   |
| 9       | Barbara Piecha       | Polonia          | 45"96 | 46"24 | 45"89 | 44"98 | 3'03"07 |   |   |   |
| 10      | Christa Schmuck      | Germania Ovest   | 45"98 | 46"01 | 45"99 | 45"21 | 3'03"19 |   |   |   |
| 11      | Angelika Schafferer  | Austria          | 46"00 | 46"41 | 45"94 | 45"71 | 3'04"06 |   |   |   |
| 12      | Nina Shashkova       | Unione Sovietica | 46"18 | 46"38 | 46"36 | 45"46 | 3'04"38 |   |   |   |
| 13      | Hiroko Shibuya       | Giappone         | 46"66 | 46"41 | 45"89 | 45"49 | 3'04"45 |   |   |   |
| 14      | Antonia Mayr         | Austria          | 46"15 | 46"36 | 45"97 | 46"12 | 3'04"60 |   |   |   |
| 15      | Kathleen Ann Roberts | Stati Uniti      | 47"68 | 46"64 | 46"17 | 45"49 | 3'05"98 |   |   |   |
| 16      | Margit Graf          | Austria          | 46"89 | 46"92 | 46"25 | 46"23 | 3'06"29 |   |   |   |
| 17      | Nina Ignatyeva       | Unione Sovietica | 46"82 | 46"84 | 46"70 | 46"09 | 3'06"45 |   |   |   |
| 18      | Gisela Otto          | Germania Ovest   | 47"04 | 46"78 | 46"73 | 45"99 | 3'06"54 |   |   |   |
| 19      | Miyako Kawase        | Giappone         | 47"93 | 47"31 | 46"72 | 46"14 | 3'08"10 |   |   |   |
| 20      | Nataliya Omsheva     | Unione Sovietica | 47"18 | 47"39 | 46"85 | 46"85 | 3'08"27 |   |   |   |
| -       | Erika Lechner        | Italia           | 48"76 | 49"39 | 50"51 | Rit.  | -       | - | - | - |
| -       | Peggy Frair          | Stati Uniti      | Rit.  | -     | -     | -     | -       |   |   |   |